# 顔のない眼
『顔のない眼』（かおのないめ、仏: Les Yeux sans visage、英: Eyes Without a Face）は、1959年製作の映画。公開は1960年。フランス・イタリア共同製作。監督：ジョルジュ・フランジュ、出演：アリダ・ヴァリ、ピエール・ブラッスール、エディット・スコブほか。フランス語による白黒フィルム。怪奇色を帯び、残酷なシーンもあるが、抒情的な映像を作り出しており、登場人物の苦悩や罪悪感などの心理も的確に描き出された佳品である。

## あらすじ
若く美しい娘クリスティーヌ（エディット・スコブ）は、交通事故で顔全面に火傷を負い、凄惨な形相になってしまった。今は森に囲まれた郊外の屋敷で、仮面を着け、人目を避けて、父親と父の助手の女性ルイーズ（アリダ・ヴァリ）と共に暮らしている。父のジェネシュ博士（ピエール・ブラッスール）は高名な医師で、娘の顔を元通りにするために、他の若い女性の顔の皮膚を切り取って移植しようとする。むろん法的にも倫理的にも不可能な話で、博士は助手を使って女性を誘拐し、麻酔で眠らせてメスで顔面の皮膚を切り取り、クリスティーヌの顔に移し替える。
クリスティーヌは、一度は元通りの美しい顔を取り戻した。しかし安堵したのもわずかな期間で、移植した皮膚は次第に崩れ落ち、最後には元のような醜い顔に戻ってしまい、彼女はまた仮面を着けなくてはならなかった。その間、顔の皮膚をはがされた方の娘は包帯でぐるぐる巻きにされたまま2階の窓から飛び降り、死んでしまう。クリスティーヌは孤独である。実験用に飼われている大きな犬たちだけがわずかに心を慰めてくれる以外は、屋敷の中には話し相手もいない。ジェネシュ博士は、クリスティーヌのためと言うより、自分の研究のためにこんな事をしているのだろうか?　父親は無残な顔の娘に嫌悪しか示さない。
警察は女性の行方不明事件を受け、不良傾向のある娘ポーレット（ベアトリス・アルタリバ）を使っておとり捜査に乗り出した。ある夜、ポーレットはジェネシュ博士に捕らえられ、手術室に運び込まれる。しかしクリスティーヌはルイーズを刺殺してポーレットを逃がし、犬の入っていた檻を開け放つ。博士は外に出た猛犬たちにかみ殺され、血みどろの死体となって横たわった。クリスティーヌは仮面を着けたまま、ドレスの長い裾を引いて夜の森の奥へゆっくり歩み去る。

## 製作の経緯
1950年代末にイギリスのハマー・フィルム・プロダクションが低予算による怪奇映画を製作し、国際的なヒットを生んだ。フランスのプロデューサー、ジュール・ボルコンはそのブームに便乗し、フランス製の怪奇映画の製作を企画した。
原作として選ばれた『顔のない眼』は、映画のシナリオライターであったジャン・ルドンによる唯一の小説である。監督として起用されたジョルジュ・フランジュとクロード・ソーテによって脚本執筆が進められたが、監督のフランジュが企画に乗り気ではなくシナリオ作成に滞りが見られたことから、プロデューサーが当時高い人気を持っていた推理小説家コンビのボワロー＝ナルスジャックに脚本への参加を依頼した。そしてボワロー＝ナルスジャックの脚本参加が作品の方向性に決定的な影響を与えた。彼らは当初プロデューサーが意図した通俗的怪奇映画としての方向性を避け、シナリオの重点をマッド・サイエンティストの医師よりもその娘クリスティーヌへとずらすことで、抒情的なタッチをもつ恐怖映画へと導いた。医師に協力する共犯者（映画ではアリダ・ヴァッリが演じた）の設定も、原作では病的な麻薬中毒者とされていたが、シナリオでは失われた顔を手術によって取り戻してくれた医師に対し盲目的な忠愛を抱く女性に変更するなど、シナリオにおける原作の改変は広範囲に及んだ。後年のフランジュ監督の述懐によると、彼は当初雇われ監督に甘んじる姿勢で企画に協力していたが、ボワロー＝ナルスジャックによる脚色を得て初めて企画に興味を抱いたという。

## 原作について
原作となった同名の小説は1959年にパリのフルーヴ・ノワール社のアンゴワス叢書の一冊として刊行された。当時のフルーヴ・ノワール社は、レオ・マレとフレデリック・ダールを看板作家に、ミステリに強い出版社として先行する大手のドゥノエル出版やシャンゼリゼ書店に迫る勢いを見せていた。
看板作家のレオ・マレとフレデリック・ダールによる作品がフランスにおける文学賞を受賞するなどで、フルーヴ・ノワール社の信頼も高まっていった。一方で、煽情的でややB級色の強い小説を数多く出版することでも知られており、とりわけ怪奇色の強い「アンゴワス叢書」の作品にその傾向が強いとされる。「アンゴワス叢書」から刊行された『顔のない眼』の原作小説もまた、映画と比較すると遥かに煽情的な内容で品位に欠けた小説と評価されている。しかしその一方でフルーヴ・ノワール社では、大手では企画が通りにくいような先鋭的な作品や無名の新人の作品を積極的に出版する社風も育まれていた。1970年代以降は所属作家のG・J・アルノーがミステリ批評家賞を受賞したことをきっかけに、フルーヴ・ノワール社への評価も高まっていき、刊行作品が有力な文学賞を受賞する機会も増えた。それ以降は老舗出版社として地位を向上しつつも、野心的な企画に扉を開く社風は維持されていた。とくに1980年代のスプラッター・ブームに乗じて刊行された猟奇ホラー小説のレーベル「ゴール叢書」は、グロテスクな装丁・内容ながらも現在でもカルト的な人気を誇っている。
原作者ルドンの実像は今もってよく知られていない。刊行当時、フルーヴ・ノワール社の看板作家フレデリック・ダールが推薦の言葉を寄せていたことから、一部でルドンの正体がダールではないかと推測する意見もあったが、2人が同一人物であるという根拠はいっさい存在しない。ダール原作によるジャンヌ・モロー主演の映画『絶体絶命(ピンチ)』(1958)にルドンが共同脚本家としてクレジットされており、その他にも『野獣は放たれた』(1959)など数作の映画でダールとルドン（およびクロード・ソーテ）は共同で脚本を執筆している。もしダールとルドンが同一人物であるとしたら、これらの映画の脚本に2つのペンネームを連名でクレジットする意味はないはずであり、別人と考えた方が常識的である。また、『顔のない眼』の原作小説の文体や作風は、明らかにダールのものとは異なることが指摘されている。
なお、この小説はパリのグラン・ギニョール劇場において演劇化され、1962年に閉鎖された同劇場の最終期の上演作品となった。演出・脚本：モーリス・ルネイ。

## 出演
- ジェネシュ博士 - ピエール・ブラッスール(吹き替え:松宮五郎)
- ルイーズ - アリダ・ヴァリ(吹き替え:藤野節子)： ジェネシュ博士の助手。
- クリスティーヌ - エディット・スコブ(吹き替え:小谷野美智子)： ジェネシュ博士の娘。
- エドナ - ジュリエット・メニエル： 誘拐されて顔の皮膚を切除された娘。最後は絶望して自殺をしてしまう。
- パロー - アレクサンドル・リニョー： クリスティーヌの元婚約者。
- ポーレット - ベアトリス・アルタリバ

吹き替え放映:1972年7月12日『水曜ロードショー』

## スタッフ
- 監督：ジョルジュ・フランジュ
- 原作：ジャン・ルドン
- 脚本：ボワロー＝ナルスジャック／ジャン・ルドン／クロード・ソーテ
- 撮影：ユージェン・シュフタン
- 音楽：モーリス・ジャール
- 製作：ジュール・ボルコン
- 特殊効果：シャルル・アンリ・アッソラ